# Motive (canción)
«Motive» (estilizada en minúsculas) es una canción de la cantante estadounidense Ariana Grande y la rapera y cantante estadounidense Doja Cat. Las dos escribieron la canción junto a Victoria Monét, Nija Charles, Jeremy McIntyre, Steven Franks y sus productores Murda Beatz y Tommy Brown. Fue lanzada por Republic Records el 30 de octubre de 2020, como la tercera pista del sexto álbum de estudio de Grande, Positions.

## Antecedentes
Grande se burló por primera vez de la colaboración con Doja Cat en una entrevista fechada el 13 de mayo de 2020. Dijo que comenzaron a trabajar en la canción, que en ese momento se titulaba «Motivate», hacia fines de 2019. Grande recordó: «Recuerdo que cuando lo escribí por primera vez y se lo envié, ella estaba en la ducha y me dijo: 'Perra, me encanta esto. Estoy en la ducha'. Y yo estaba como, 'Ducha. Está bien, no hay prisa. No voy a publicar un proyecto pronto, lo que sea. Puedes devolverme la llamada'. Ella estaba como, 'Lo estoy haciendo ahora mismo'». El video de Doja Cat la llamó a la mañana siguiente.

Ella tenía todo un verso hecho, todo estaba hecho. [...] Ella estaba como, «¿Cuántos bares puedo tomar? Porque esto es una locura inspirador y solo quiero ir». Y yo estaba como, «Toma todas las barras que quieras. Hazlo. Si estás inspirado para decir cosas, vamos». Y entonces ella simplemente lo hace, y es muy divertido, y me encanta. Es mi favorito hasta ahora.
Grande durante una entrevista con Zane Lowe en Apple Music 1.

Grande elogió la personalidad de Doja Cat, llamándola «un soplo de aire fresco». También expresó su agradecimiento por su talento y «lo que aporta musicalmente a la mesa», y agregó: «Pude trabajar con ella a principios de este año en esta canción que quiero guardar para cuando sea el momento de nuevo, para dejarla caer».
«Motive» se reveló el 24 de octubre de 2020, cuando Grande publicó la lista de canciones de Positions en las redes sociales. Marca la primera colaboración entre Grande y Doja Cat, y la primera vez que ambos artistas han trabajado con el productor canadiense de hip hop Murda Beatz.

## Composición
«Motive» es un dance-pop alegre, electro house, y canción de microhouse. Su sonido dance-pop se ha comparado con el sencillo de Grande de 2015 «One Last Time». Muestra un rebote amortiguado de la discoteca, mientras que el verso de Doja Cat se superpone a los ritmos del hip hop del sur de California. Líricamente, la canción trata de descubrir y examinar el motivo de un posible interés romántico cuando se acercan a ellos. Alexis Petridis de The Guardian escribió que la canción contiene «ritmos house y electrónica espesa».

## Créditos y personal
Créditos adaptados de Tidal y las notas del forro de Positions.
Personal
- Ariana Grande - voz, coros, composición, producción vocal, arreglos vocales, ingeniería de audio
- Doja Cat - composición de canciones
- Victoria Monét - composición de canciones
- Nija Charles - composición de canciones
- Murda Beatz - composición, producción
- Tommy Brown - composición, producción
- Mr. Franks - composición, coproducción
- Jeremy McIntyre - composición de canciones
- Joseph L'Étranger - coproducción
- Billy Hickey - ingeniería de audio, ingeniería de mezcla
- Randy Merrill - masterización
- Serban Ghenea - mezcla

Grabación y gestión
- Grabado en la casa de Grande (Los Ángeles, California)
- Mezclado en MixStar Studios (Virginia Beach, Virginia)
- Masterizado en Sterling Sound (Nueva York, Nueva York)
- Publicado por  Universal Music Group Corp. (ASCAP) / GrandAriMusic (ASCAP), Avex Music Publishing (ASCAP), Amnija / Songs of Universal (BMI), Victoria Monét Music Publishing / BMG Gold Songs (ASCAP) y Reservoir Media Music (ASCAP); Todos los derechos administrados en todo el mundo por Reservoir Media Management, Inc.
- Doja Cat aparece por cortesía de RCA Records

Notas
- Los lanzamientos físicos de Positions dan crédito a Doja Cat como artista destacado.
- Los lanzamientos físicos de Positions dan crédito a Grande, Doja Cat, Monét y Charles por «letras y melodías».